# Fomóiri

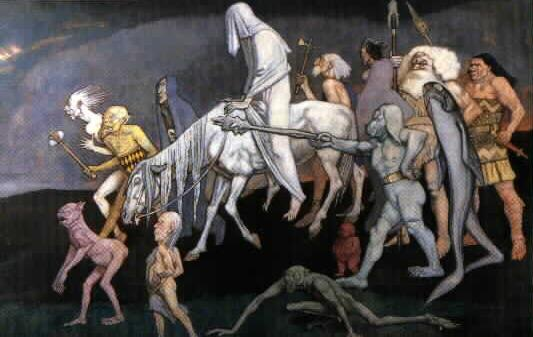
"The Fomorians". Schilderij van John Duncan, 1912.

De Fomóiri zijn wezens uit de Ierse mythologie die Ierland bewoonden voor de komst van de Tuatha Dé Danann. Ze worden meestal beschreven als mismaakte reuzen.
Volgens Lebor Gabála Érenn zouden ze al in Ierland geleefd hebben toen Partholon daar na de zondvloed aankwam. Zowel het volk van Partholon als dat van Nemed voerden oorlog met de Fomóiri, maar de Fir Bolg schijnen hen niet ontmoet te hebben. De Tuatha Dé Danann werden een tijdlang geregeerd door Bres, de zoon van Elatha de Formóiri en Ériu van de Tuatha Dé Danann, doch zijn wanbestuur leidde tot een oorlog tussen de twee stammen.